# Wahlen 1842
◄◄ | ◄ | 1838 | 1839 | 1840 | 1841 | Wahlen 1842 | 1844 | 1845 | 1846 | ► | ►►

Weitere Ereignisse
Die Liste der Wahlen 1842 umfasst Parlamentswahlen, Präsidentschaftswahlen, Referenden und sonstige Abstimmungen auf nationaler und subnationaler Ebene, die im Jahr 1842 weltweit abgehalten wurden.
Das damalige Wahlrecht entsprach typischerweise nicht den Wahlrechtsgrundsätzen der direkten, geheimen und gleichen Wahl. Zeittypisch waren oft nur kleine Teile der Bevölkerung wahlberechtigt, ein Frauenwahlrecht war nicht gegeben.

## Termine
| Land                      | Datum       | Link zur Wahl 1842                                  | Link zur letzten Wahl | Bemerkung |
| ------------------------- | ----------- | --------------------------------------------------- | --------------------- | --- |
| Schwarzburg-Sondershausen | 6. Januar   | Wahl zum Landtag in Schwarzburg-Sondershausen       |                       | Erste Wahl, aufgrund eines Streites zwischen Arnstadt und dem Fürsten konnte die Wahl erst im August 1843 abgeschlossen werden |
| Vereinigte Staaten        | 8. November | Wahl zum Repräsentantenhaus der Vereinigten Staaten | 1840                  | |
| Vereinigte Staaten        | 8. November | Gouverneurswahl in New York                         | 1840                  | gewählt wurde William C. Bouck                                                                                                 |
| Vereinigte Staaten        | 8. November | Gouverneurswahl in Illinois                         |                       | gewählt wurde Thomas Ford |
| Vereinigte Staaten        | 8. November | Gouverneurswahl in Louisiana                        |                       | gewählt wurde Alexander Mouton                                                                                                 |